# Kreisdekanat Rhein-Sieg-Kreis
Das Kreisdekanat Rhein-Sieg-Kreis mit Sitz in Siegburg ist eines von 15 Dekanaten im Erzbistum Köln und hat 233.900 Gemeindeglieder (Stand 31. Dezember 2023).
Es entstand am 1. Juni 2008 aus den Kreisdekanaten Rhein-Sieg-Kreis linksrheinisch und Rhein-Sieg-Kreis rechtsrheinisch.

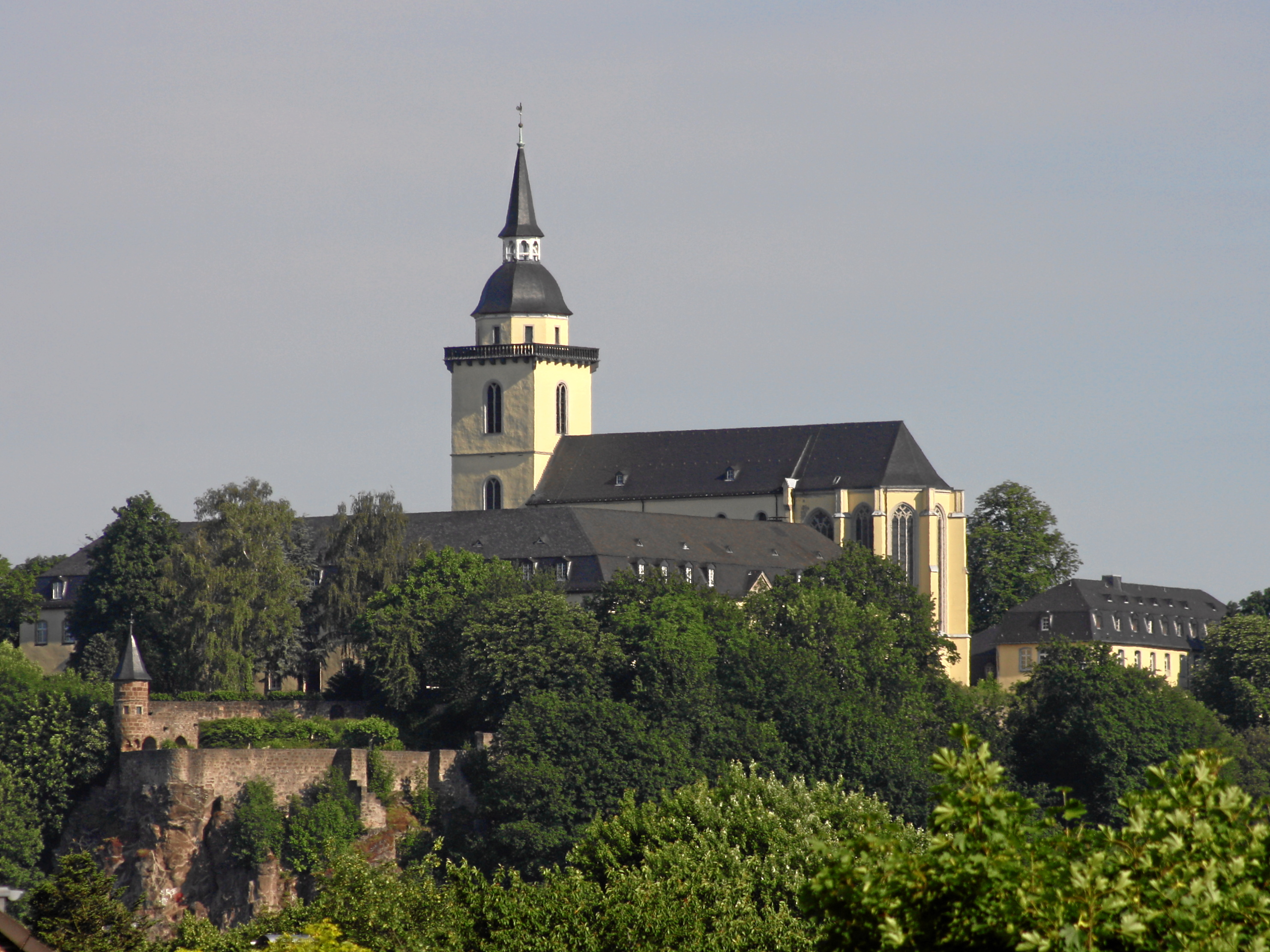
Die ehemalige Benediktinerabtei auf dem Michaelsberg in Siegburg ist der historisch bedeutsamste Ort im Kreisdekanat.

## Räumliche Zuordnung und Struktur
Die zugeordneten Seelsorgebereiche liegen auf dem Gebiet des Rhein-Sieg-Kreises und des Oberbergischen Kreises in Nordrhein-Westfalen sowie in angrenzenden Bereichen im Norden von Rheinland-Pfalz.
Das Kreisdekanat umfasst 26 Seelsorgebereiche, darunter die sechs eigenständigen Pfarreien St. Patricius, Eitorf; St. Johannes, Lohmar; St. Martin, Rheinbach; St. Servatius, Siegburg; St. Johannes, Sieglar und St. Marien, Wachtberg.
Im Zuge der Neuordnung der Dekanate zum 1. Januar 2017 wurden die bis dato dem Kreisdekanat zugeordneten Dekanate Bornheim, Eitorf/Hennef, Königswinter, Lohmar, Neunkirchen, Meckenheim/Rheinbach, Siegburg/Sankt Augustin und Troisdorf aufgelöst. Die Aufgaben der Dekanate gingen auf das Kreisdekanat über.

## Einrichtungen
Im Kreisgebiet sind tätig der Caritasverband Rhein-Sieg e. V., das Katholische Bildungswerk im Rhein-Sieg-Kreis, die Katholische Jugendagentur Bonn gGmbH und das Schulreferat im Rhein-Sieg-Kreis (rrh.) und Altenkirchen. Das Erzbistum Köln unterhält in Siegburg das Katholisch-Soziale Institut mit überregionaler Reichweite.

## Mitgliederentwicklung
2023 gehörten im Dekanat Rhein-Sieg-Kreis 233.900 Menschen der katholischen Kirche an, das waren 8075 weniger als im Vorjahr. Damit ist die Schrumpfungskurve etwas abgeflacht, hatte doch der Rückgang von 2021 auf 2022 noch 9627 Mitglieder betragen.

## Kreisdechanten
Rhein-Sieg-Kreis/rechtsrheinisch
- ?–1972: Johannes Becker
- ?–?: Johannes Kolvenbach
- 1994–2008?: Robert Kreuzberg

Rhein-Sieg-Kreis/linksrheinisch
- 1973–1975: Martin Becker
- 1975–1981: Johannes Pier († 1981)
- 1981–1994: Robert Kreuzberg
- 1994–?: Bernhard Auel
- ?–2008: Anno Burghof

Kreisdekanat Rhein-Sieg-Kreis
- 2008–2013: Anno Burghof
- 2013–2015: Axel Werner
- 2016–2018: Thomas Jablonka
- seit 2018:  Hans-Josef Lahr[6]